# Atmore (Alabama)
Atmore – miasto w hrabstwie Escambia, w stanie Alabama w Stanach Zjednoczonych. W roku 2023 miasto zamieszkiwało 8315 osób, a gęstość zaludnienia wynosiła 383,2 osoby/km².

## Transport
Posiada lokalne lotnisko Atmore Municipal Airport (pas startowy o długości 1510 m). Istnieje tutaj pasażerski przystanek kolejowy, który do końca sierpnia 2005 obsługiwały pociągi Amtrak, kursujące na długodystansowej linii Sunset Limited (trasa: Nowy Orlean – Los Angeles, liczba stacji: 20, długość: 3211 km, czas przejazdu: 46 godzin).